# 盧喬斯卡亞低地
盧喬斯卡亞低地是白俄羅斯的平原，由維捷布斯克州負責管轄，北面是維捷布斯克高地，長60公里、寬50公里，海拔高度155至175米，該地區40%土地可用來耕作。